# Brachypogon infrequens
Brachypogon infrequens är en tvåvingeart som beskrevs av Saha och Dasgupta 2006. Brachypogon infrequens ingår i släktet Brachypogon och familjen svidknott. Inga underarter finns listade i Catalogue of Life.